# Траян Маречков
Траян Маречков, на 26 години, е първият  самозапалил се в България. Той се самозапалва на 18 февруари 2013 г. във Велико Търново и умира от раните си малко след това. Според някои публикации Маречков е имал психически проблеми и е бил безработен – тези информации са опровергани от приятелите на Траян и от майка му, г-жа Йорданка Маречкова (в интервю в студиото на bTV). Точните причини за самозапалването не стават ясни.  Оставя предсмъртно писмо с думите „Давам живота си за народа, семейството и България с надеждата, че политиката и правителството ще подобрят стандарта на народа“.